# Nabância
Nabância, ou Ruínas ditas de Nabância, é um sítio arqueológico correspondente a uma villa romana situado em Tomar (São João Baptista) e Santa Maria dos Olivais.
Foi durante muito tempo identificada como sendo a cidade romana onde actualmente fica Tomar, em Portugal, mas achados arqueológicos indicam que se tratava de uma vila romana e não uma povoação, como foi apresentada na tradição literária. (Almeida e Bello, 2007, p. 75) Investigações arqueológicas concluíram que a designação romana de Tomar era Sélio e que Nabância se situava numa localidade mais a sul.
As Ruínas ditas de Nabância estão classificadas como Monumento Nacional desde 1910.

## História
A primeira referência conhecida consta na "Divisão de Wamba", documento medieval, atribuído ao rei Vamba: "de Sala usque Navam, de Sena usque Muriellam".
O seu nome parece estar relacionado com o Rio Nabão e com uma divindade pré-romana Nabia.

## Pessoas ligadas à Nabância
Provavelmente, esta cidade foi palco da lenda de Santa Iria (também chamada de Santa Irene).